# 金学鉄
金学鉄（キム・ハクチョル、김학철、1916年11月4日 - 2001年9月25日）は、朝鮮の独立運動家、中国朝鮮族を代表する作家。本名は洪性傑（홍성걸）。「朝鮮義勇隊最後の分隊長」とも呼ばれた。
代表作に1930年代に北間島で繰り広げられた抗日闘争を扱った『語れ、海蘭江（해란강아 말하라）』（1954年）、貧しい漁師の息子が民族解放の闘士に成長する『激情時代（격정시대）』（1986年）、毛沢東の個人崇拝を批判した『二十世紀の神話（20세기의 신화）』等がある。
反動分子として批判され20年余りにわたって「労働改造」に服し、文革中に10年間投獄された。1977年釈放され1978年名誉回復。『二十世紀の神話』など代表作は1990年代に韓国で紹介された。

## 略歴
1916年11月4日、朝鮮の咸鏡南道・元山生まれ。
中学時代にソウルで光州学生運動に参加して逮捕される。普成高等普通学校在学中に独立闘士を夢見て上海へ渡り、民族主義的な武装テロ組織「義烈団」に加入する。
1936年、創作を開始、朝鮮民族革命党に加入。
1938年、黄埔軍官学校を卒業。
1938年10月、漢口で結成された朝鮮義勇隊に加わり分隊長として活躍する。
1940年、中国共産党入党。
1941年12月12日、河北省石家荘市胡家荘で第108旅団（旅団長・洪思翊少将）と交戦して重傷を負い（胡家荘戦闘）、意識不明のなかで日本軍の捕虜となる。
1942年5月、石家荘の日本総領事館警察署に拘留された後、長崎刑務所（諫早市）に移送される。
1943年4月29日、長崎地方裁判所で懲役10年の実刑判決を受ける。
1945年2月、転向書を書かなかったという理由で脚の治療を受けられず、監獄で左脚を切断。
1945年10月6日、GHQによる政治犯の釈放指令（10月4日）により釈放。朝鮮に戻り、朝鮮独立同盟ソウル委員会の委員として政治活動に従事。
1946年8月に短編『烟葉湯（담뱃국）』を発表して認められる。
1946年10月末、アメリカ軍政下で左翼運動が弾圧されるとソウルを脱出して平壌へ向かう。その時の護衛兵と結婚する。
労働新聞記者、外金剛休養所所長、「民族軍隊」主筆などを務める。
1951年、朝鮮戦争時に、米軍に押し出されて北京へ入る。丁玲が所長を務める北京・中央文学研究所の研究員となり「文学修行」する。
1952年10月、朱徳海らに招かれ延吉に移り住み、延辺文学芸術界連合会準備委員会主任を務める。
1953年7月、延辺州教育局が組織した中学生の夏季キャンプで文学講義を行う。朝鮮語の乱れ（漢語の影響）を批判。
1954年、長編小説『語れ、海蘭江』を発表する。
1957年、反右派闘争で『語れ、海蘭江』が反動的な作品として批判される。
1961年3月、北京のソ連大使館へ亡命をはかるも捕らえられ延吉に送り返される。
1964年3月、反右派闘争の経験にもとづいて毛沢東を批判した『二十世紀の神話』をひそかに脱稿。日本で出版することを念頭に日本語に訳す作業をすすめる。
1966年12月、文化大革命が始まると紅衛兵など造反派によって自宅が家宅捜査を受け、『二十世紀の神話』（現在も中国では発禁）の原稿が見つかる。朱徳海、崔采、裵克（延辺大学副校長）らが出入りしていた自宅が反革命分子の巣窟とされる。
1974年4月、延吉の文化宮殿で裁判にかけられる。弁護人はおらず群衆が参観。「自分で自分を弁護する」と言ったところ、市民兵らに縄で首を締め上げられ、金棒で雑巾を口に詰め込まれる。懲役10年の実刑判決、敦化の秋梨溝監獄に収監される。
1977年12月、満期釈放。
1977年、『二十世紀の神話』の原稿返却を求めて控訴。
1978年、名誉回復。
1980年12月、「二十世紀の神話」について、「発表されていないから社会的影響力はなかったし、原稿を書くこと自体は犯罪を構成しない」としてあらためて無罪の判決を受ける。執筆停止が24年ぶりに解除される。
1983年、抗日回想記『抗日別曲（항일별곡）』を黒龍江朝鮮民族出版社から出版。
1985年、中国国籍を取得し、正式に中国作家協会延辺分会に入会、分会副主席を務める。『金学鉄短編小説集』を延辺人民出版社から出版。
1986年3月、遼寧民族出版社から長編小説『激情時代』が出版される。
1987年6月、『金学鉄作品集』を延辺人民出版社から出版。
1987年、『二十世紀の神話』の原稿が当局から返却される。
1989年9月〜12月に韓国を、12月に日本を訪問する。
1993年4月、眼の治療のため日本を訪問。
1994年、韓国KBSテレビから「海外同胞賞」特別賞を受賞。
1996年12月12日、ソウル・プレスセンター宴会場で「20世紀の神話（20세기의 신화）」（創作と批評社）の出版記念会が開かれる。李壽成（国務総理）、高銀（詩人）、白楽晴（文芸評論家・ソウル大学校教授）が祝辞を述べる。
2001年9月25日、延辺で死去。
2001年9月27日、遺言通り豆満江に散骨。

## 記念事業
2003年9月26日、延辺作家協会と金学鉄文学研究会主催で作家・金学鉄の追悼会「再び出会う金学鉄先生」が琿春の豆満江岸で開かれる。
2005年8月5日、河北省石家荘市胡家荘村の入口に「金学鉄抗日文学碑 」と「金史良抗日文学碑」が建てられる。
2006年1月、延辺小説家学会が朝鮮族の作家を対象とした「金学鉄文学賞」を創設し、作品を公募する。
2006年9月25日、追悼式が豆満江岸で開かれ、金学鉄文学研究会、延辺作家協会、延辺人民出版社など各界の10余名が出席。
2008年1月26日、延辺作家協会、延辺人民出版社などが主催する『金学鉄評伝（김학철평전）』出版記念会が延吉のホテルで開催される。
2015年3月1日、 韓国・SBSが「SBSスペシャル　私のおじいちゃん金学鉄　朝鮮義勇隊最後の分隊長」を放送。
2024年10月26日～11月3日、韓国ソウルの大学路芸術劇場で、劇団「DreamPlay These21」が演劇「最後の分隊長、第1部朝鮮の義勇軍」を公演する。

## 抗日独立運動について
1920年代初期と1930年後半と20年近く時期は離れているが、日本軍と戦った自身の経験から、韓国の抗日独立運動史には、神話に近いほどの誇張があると語っている。。